# Équipe de Belgique féminine de cyclisme sur route
L'équipe de Belgique féminine de cyclisme sur route est la sélection de cyclistes belges, réunis lors de compétitions internationales (les championnats d'Europe, du monde et les Jeux olympiques notamment) sous l'égide de la Royale ligue vélocipédique belge.

## Palmarès

### Jeux olympiques

#### Course en ligne
L'épreuve de course en ligne féminine est introduite aux Jeux olympiques en depuis 1984.
| Médaille d'or | Médaille d'argent | Médaille de bronze     |
| ------------- | ----------------- | ---------------------- |
|               |                   | - 2024 : Lotte Kopecky |

### Championnats du monde de cyclisme sur route

#### Course en ligne

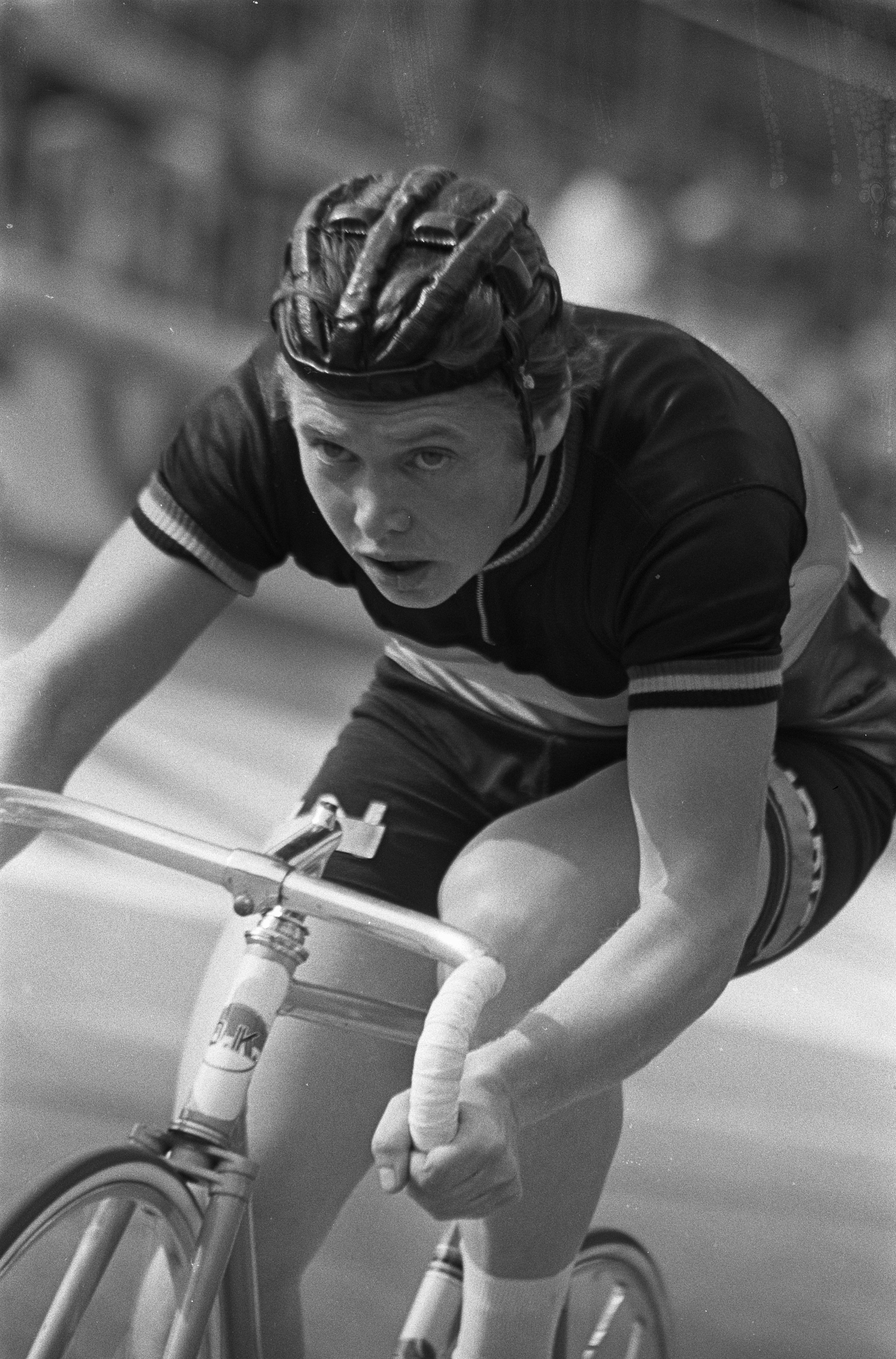
Yvonne Reynders en 1967.

Le championnat du monde de course en ligne féminin est organisé depuis 1958.
| Médaille d'or | Médaille d'argent | Médaille de bronze                                                                                 |
| --- | --- | -------------------------------------------------------------------------------------------------- |
| - 1959 : Yvonne Reynders - 1961 : Yvonne Reynders - 1962 : Marie-Rose Gaillard - 1963 : Yvonne Reynders - 1966 : Yvonne Reynders - 1973 : Nicole Vandenbroeck - 2023 : Lotte Kopecky | - 1960 : Rosa Sels - 1962 : Yvonne Reynders - 1963 : Rosa Sels - 1965 : Yvonne Reynders - 1979 : Jenny De Smet - 1994 : Patsy Maegerman - 2022 : Lotte Kopecky | - 1962 : Marie-Thérèse Naessens - 1964 : Rosa Sels - 1976 : Yvonne Reynders - 1982 : Gerda Sierens |

#### Contre-la-montre individuel
Le championnat du monde de contre-la-montre féminin est organisé depuis 1994. La Belgique n'a jamais remporté de contre-la-montre féminin.

#### Contre-la-montre par équipes nationales
Le championnat du monde de contre-la-montre par équipes nationales est organisé à partir de 1987 à 1994. La Belgique n'a jamais remporté de contre-la-montre par équipes nationales.

### Championnats d'Europe de cyclisme sur route

#### Course en ligne
Le championnat d'Europe de course en ligne féminin est organisé depuis 2016.
| Médaille d'or | Médaille d'argent | Médaille de bronze     |
| ------------- | ----------------- | ---------------------- |
|               |                   | - 2023 : Lotte Kopecky |

#### Contre-la-montre individuel

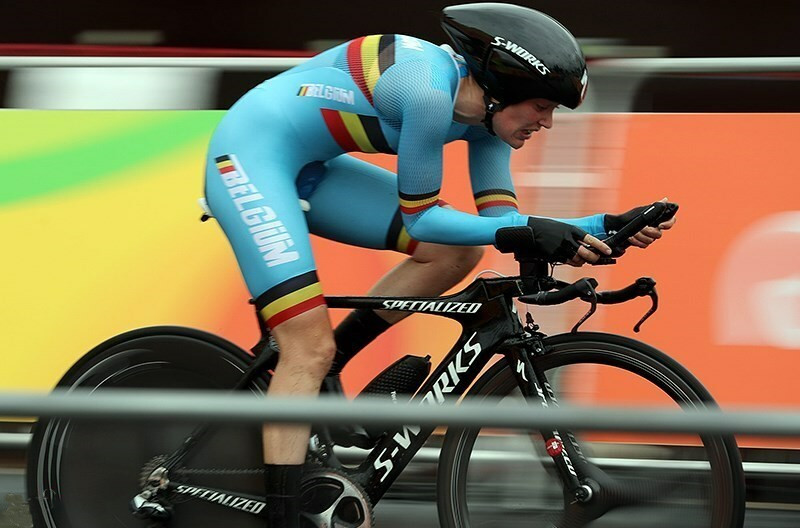
Ann-Sophie Duyck, avec le maillot de l'équipe de Belgique, sur le contre-la-montre des Jeux olympiques d'été de 2016.

Le championnat d'Europe de contre-la-montre individuel féminin est organisé depuis 2016.
| Médaille d'or | Médaille d'argent         | Médaille de bronze |
| ------------- | ------------------------- | ------------------ |
|               | - 2017 : Ann-Sophie Duyck |                    |